# Дуглас Перейра дос Сантос
Дуглас Перейра Дос Сантос (порт. Douglas Pereira dos Santos; нар. 6 серпня 1990, Монте-Алегре-де-Гояс) — бразильський футболіст, правий захисник турецького «Бешикташа».

## Клубна кар'єра
Дуглас — вихованець академії бразильського «Гояса». 26 серпня 2007 року відбувся дебют гравця у вищій лізі Бразилії в матчі проти «Фламенгу». У своєму дебютному сезоні він зіграв у двох матчах, а потім на довгий час став гравцем ротації. 2012 року футболіста купила команда «Деспортіво Бразіл», але його відразу ж віддали оренду на три роки до іншого бразильського клубу «Сан-Паулу». Там Дуглас зарекомендував себе як прекрасний правий захисник.
2014 року гравець перейшов до іспанської «Барселони» за 4 млн євро і підписав з новим клубом контракт на п'ять років. Дебютував за «каталонців» 25 вересня в матчі чемпіонату Іспанії проти «Малаги». А в сезоні 2015/16 він лише одного разу вийшов на заміну, зігравши 14 хвилин. За два сезони Дуглас не зумів виграти конкуренцію за місце на правому фланзі захисту у Дані Алвеса і вкрай рідко потрапляв до складу. Крім того, 2015 року в товариському матчі проти «Челсі» зазнав серйозної травми стегна і вибув на 8 тижнів. У сезоні-2014/15 25-річний бразилець зіграв два матчі у Прімері, провівши на полі 101 хвилину. В сезоні 2015/16 Дуглас Перейра лише одного разу зіграв у Примері, вийшовши на поле в матчі проти «Райо Вальєкано», провів на полі 12 хвилин.
29 липня 2019 року на правах вільного агента підписав контракт з турецьким клубом «Бешикташ». Коли з'ясувалося, що в чемпіонаті Туреччини 2020/21 буде жорсткий ліміт на легіонерів, Дуглас опинився поза заявкою на сезон.

## Кар'єра в збірній
У складі молодіжної збірної Бразилії Дуглас взяв участь у молодіжному чемпіонаті світу 2009 року. Загалом за цю збірну він провів 12 зустрічей.

## Статистика виступів
Станом на 1 лютого 2020
| Клуб                        | Сезон              | Ліга                  | Ліга                  | Кубок                      | Кубок                      | Європа | Європа | Інші       | Інші       | Загалом | Загалом |
| Клуб                        | Сезон              | Ігри                  | Голи                  | Ігри                       | Голи                       | Ігри   | Голи   | Ігри       | Голи       | Ігри    | Голи    |
| Бразилія                    | Бразилія           | Ліга                  | Ліга                  | Кубок Бразилії з футболу   | Кубок Бразилії з футболу   | Європа | Європа | Ліга штату | Ліга штату | Загалом | Загалом |
| --------------------------- | ------------------ | --------------------- | --------------------- | -------------------------- | -------------------------- | ------ | ------ | ---------- | ---------- | ------- | ------- |
| Гояс                        | 2009               | 14                    | 0                     | —                          | —                          | 1      | 0      | —          | —          | 15      | 0       |
| Гояс                        | 2010               | 24                    | 0                     | 5                          | 0                          | 0      | 0      | 8          | 0          | 37      | 0       |
| Гояс                        | 2011               | 26                    | 5                     | 0                          | 0                          | 0      | 0      | 0          | 0          | 26      | 5       |
| Гояс                        | Загалом            | 64                    | 5                     | 5                          | 0                          | 9      | 0      | 0          | 0          | 78      | 5       |
| Сан-Паулу                   | 2012               | 33                    | 2                     | 5                          | 1                          | 6      | 0      | 0          | 0          | 44      | 3       |
| Сан-Паулу                   | 2013               | 26                    | 1                     | 0                          | 0                          | 16     | 0      | 15         | 0          | 57      | 1       |
| Сан-Паулу                   | 2014               | 10                    | 1                     | 4                          | 0                          | 0      | 0      | 9          | 1          | 23      | 2       |
| Сан-Паулу                   | Загалом            | 69                    | 4                     | 9                          | 1                          | 22     | 0      | 24         | 1          | 124     | 6       |
| Іспанія                     | Іспанія            | Ла-Ліга               | Ла-Ліга               | Кубок Іспанії з футболу    | Кубок Іспанії з футболу    | Європа | Європа | Інші       | Інші       | Загалом | Загалом |
| Барселона                   | 2014–15            | 2                     | 0                     | 3                          | 0                          | 0      | 0      | —          | —          | 5       | 0       |
| Барселона                   | 2015–16            | 1                     | 0                     | 2                          | 0                          | 0      | 0      | 0          | 0          | 3       | 0       |
| Барселона                   | Загалом            | 3                     | 0                     | 5                          | 0                          | 0      | 0      | 0          | 0          | 8       | 0       |
| Спортінг (Хіхон)            | 2016–17            | 21                    | 3                     | 2                          | 0                          | —      | —      | —          | —          | 23      | 3       |
| Португалія                  | Португалія         | Прімейра-Ліга         | Прімейра-Ліга         | Кубок Португалії з футболу | Кубок Португалії з футболу | Європа | Європа | Інші       | Інші       | Загалом | Загалом |
| Бенфіка                     | 2017–18            | 5                     | 0                     | 1                          | 0                          | 3      | 0      | 1          | 0          | 10      | 0       |
| Туреччина                   | Туреччина          | Суперліга (Туреччина) | Суперліга (Туреччина) | Кубок Туреччини з футболу  | Кубок Туреччини з футболу  | Європа | Європа | Інші       | Інші       | Загалом | Загалом |
| Сівасспор (футбольний клуб) | 2018–19            | 32                    | 3                     | 0                          | 0                          | —      | —      | —          | —          | 32      | 3       |
| Бешикташ                    | 2019–20            | 5                     | 0                     | 0                          | 0                          | 2      | 0      | —          | —          | 7       | 0       |
| Загалом за кар'єру          | Загалом за кар'єру | 206                   | 15                    | 24                         | 1                          | 25     | 0      | 24         | 1          | 289     | 17      |

Нотатки
1. ↑  Враховуючи Серію A і Campeonato Brasileiro Série B
2. ↑  Враховуючи кубкові змагання, як-от Кубок Лібертадорес, Південноамериканський кубок і Рекопа Південної Америки
3. ↑  Враховуючи Лігу Гояно і Паулісту
4. ↑  Враховуючи Суперкубок Іспанії з футболу, Клубний чемпіонат світу
5. ↑  Враховуючи Кубок португальської ліги з футболу

1. 1 2  Всі ігри за Південноамериканський кубок
2. ↑  Дві гри у Рекопі Південної Америки, 9 ігор у Кубку Лібертадорес, 5 ігор у Південноамериканському кубку
3. ↑  Враховуючи Лігу чемпіонів УЄФА
4. ↑  Враховуючи Лігу Європи УЄФА

## Досягнення
«Сан-Паулу»
- Володар Південноамериканського кубка (1): 2012

«Барселона»
- Чемпіон Іспанії (2): 2014/15, 2015/16
- Володар Кубка Іспанії (2): 2014/15, 2015/16
- Володар Суперкубка Іспанії: 2016
- Переможець Ліги чемпіонів УЄФА: 2014/15
- Володар Суперкубка УЄФА: 2015
- Переможець Клубного чемпіонату світу: 2015

Бразилія
- Чемпіон Південної Америки (U-20): 2009